# Pantsergrenadierbrigade von Werthern
De Pantsergrenadierbrigade von Werthern was een Duitse eenheid ter grootte van een brigade van de Wehrmacht in de Tweede Wereldoorlog. Voortkomend uit het Führer-Begleit-Bataillon, werd de brigade gedurende twee maanden ingezet aan het oostfront, o.a. bij Vilnius (Duits: Wilna).

## Krijgsgeschiedenis

### Oprichting
Op 2 juli 1944 gaf Hitler opdracht voor de vorming van de brigade om de doorbraken van het Rode Leger in Operatie Bagration te helpen stoppen. Op 5 juli 1944 werd de brigade opgericht op Oefenterrein Arys in Oost-Pruisen uit het Führer-Begleit-Bataillon.

### In actie
Al de volgende dag ging de brigade op transport naar het front.
Een dag-tot-dag overzicht van de inzet van de brigade in zijn eerste gevechtsweek:
- 6 juli: De eerste eenheden van de brigade vertrokken per trein vanuit Arys.
- 7 juli: De eerste trein arriveerde in Kaunas (Duits: Kauen) om 12.15 u. Deze elementen van de brigade werden direct op mars gezet via Ukmergė (Duits: Wilkomir) richting Širvintos. De bedoeling was door te stoten naar de Fester Platz Wilna, maar dat werd al onmogelijk door de Sovjet omsingeling.
- 8juli: De brigade, komende van Kaunas, bereikte de commandopost van het 3e Pantserleger.
- 9 juli: De brigade viel al sinds 05.45 u Maišiagala aan, brak de Sovjet verdediging en stuurde verkenning uit richting zuiden en oosten.
- 10 juli: De brigade vernietigde een Sovjet infanterie bataljon ten oosten van Maišiagala, maar de Sovjets bleven het gebied versterken.
- 12 juli: De brigade viel aan van Širvintos naar het oosten en vernietigde daarbij 26 Sovjet antitank kanonnen, 2 tanks en 2 aanvalskanonnen in Giedraičiai, waarbij het dorp in vlammen achterbleef. Maar de brigade was nu afgesneden van zijn bevoorrading door Sovjet aanvallen van achterer en was daarom gedwongen zijn weg terug naar Širvintos te bevechten.
- 13 juli: De brigade meldde aan pantservoertuigen in actie 5x PzKw IV en 2x Sturmgeschützen.[2]

Op 15 juli werd de brigade iets meer naar het noorden ingezet, bij Anykščiai, en de volgende dag terug naar Ukmergė. In de anderhalve week daarna volgde een vechtende terugtocht richting Kaunas en tegen het eind van de maand was de brigade in actie net westelijk van Kaunas. Vanaf daar ging het terug langs de Memel tot rond Šakiai. Daar verstevigde het front zich en kwam de rust een beetje terug. Medio september werd de brigade aan het front afgelost door andere eenheden en op 21 september volgde bevel terug te keren naar Oefenterrein Arys.

### Einde
De brigade werd opgeheven op 26 september 1944 in Groß Stürlack in Oost-Pruisen. De resten werden opgenomen in de Führer-Grenadier-Brigade.  

## Samenstelling
- twee pantsergrenadier compagnieën
- een zware compagnie met anti-tank kanonnen, zware infanterie-kanonnen, mortierpelotons
- een Flak batterij met 88 mm, 37 mm en 20 mm (quad) kanonnen
- tankcompagnie met PzKw IV tanks en een Sturmgeschütz-peloton

Totale sterkte was zo’n duizend man

## Bovenliggende bevelslagen
| Legerkorps     | Leger          | Legergroep         | Plaats/regio | Begin            | Eind              |
| -------------- | -------------- | ------------------ | ------------ | ---------------- | ----------------- |
| 9e Legerkorps  | 3. Panzerarmee | Heeresgruppe Mitte | Brandenburg  | 6 juli 1944      | eind juli 1944    |
| 26e Legerkorps | 3. Panzerarmee | Heeresgruppe Mitte | Brandenburg  | eind juli 1944   | 4 september 1944  |
| 26e Legerkorps | 4. Armee       | Heeresgruppe Mitte | Brandenburg  | 5 september 1944 | 21 september 1944 |

## Commandanten
| Rang      | Naam                        | Begin       | Eind         |
| --------- | --------------------------- | ----------- | ------------ |
| Hauptmann | Thilo Freiherr von Werthern | 5 juli 1944 | 24 juli 1944 |

Von Werthern viel al op 24  juli zwaargewond uit.